# Баранцова Тетяна Вікторівна
Тетяна Вікторівна Баранцова (5 серпня 1973, Ворошиловград — 17 квітня 2025) — українська правозахисниця, засновниця громадської організації «Амі-Схід»; європейський лауреат Премії Нансена у справах біженців за 2020 рік.

## Молодість і освіта
Народилася у 1973 або у 1974 році в місті Луганську Вона отримала серйозну травму хребта у віці десяти років коли виконувала вправи зі шкільної гімнастики..

## Доросле життя
Була борцем за права людей з інвалідністю та обмеженими можливостями. У 2002 році заснувала українську громадську організацію «Амі-Схід» (Асоціація молодих інвалідів), яка допомгла ВПО українським жінкам, сім'ям та молоді з інвалідністю. Організація займається наданням послуг адвоката та надає консультації та різні послуги підтримки людям з обмеженими можливостями..
У 2014 році, разом з чоловіком і сином були внутрішньо переміщені через загрози російсько-української війни. Коли вона дісталася безпечного місця, вона встановила телефонну лінію для надання консультацій людям з обмеженими можливостями, які опинилися в пастці в зоні конфлікту, і надавала їм консультації, готівку, а також юридичну та психологічну підтримку для 5000 людей. Ттакож створила інтернет-школу «Бригантина» для дітей внутрішньо переміщених осіб, у ній може навчатись близько 1000 учнів з інвалідністю.
Станом на 2022 рік була радником уряду України, уповноважена з прав осіб з інвалідністю.
Померла 17 квітня 2025 року після тривалої хвороби.